# KBS 내 삶을 바꾸는 선택
《KBS 내 삶을 바꾸는 선택》은 대한민국의 한국방송공사(KBS 1TV · KBS NEWS 24 · KBS 1라디오)에 방송한 선거 특집 프로그램이다.

## 변천사
- 제1대 국회의원 선거 개표방송[1] (1대 총선)
- 제1대 대통령 선거 개표방송 (1대 대선)
- 제2대 국회의원 선거 개표방송 (2회 지선)
- 제2대 대통령 선거 개표방송 (2회 대선)
- 제3대 국회의원 선거 개표방송 (3대 총선)
- 제3대 대통령 선거 개표방송 (3대 대선)
- 제4대 국회의원 선거 개표방송 (4대 총선)
- 제4대 대통령 선거 개표방송 (4대 대선)
- 제5대 국회의원 선거 개표방송 (5대 총선)
- 제5대 대통령 선거 개표방송[2] (5대 총선)
- 제6대 국회의원 선거 개표방송 (6대 총선)
- 제6대 대통령 선거 개표방송 (6대 대선)
- 제7대 국회의원 선거 개표방송 (7대 총선)
- 제7대 대통령 선거 개표방송[3] (7대 대선)
- 제8대 국회의원 선거 개표방송[3] (8대 총선)
- 제8대 대통령 선거 개표방송[3] (8대 대선)
- 제9대 국회의원 선거 개표방송[3] (9대 총선)
- 제9대 대통령 선거 개표방송[3] (9대 대선)
- 제10대 대통령 선거 개표방송[3] (10대 대선)
- 제11대 대통령 선거 개표방송[3] (11대 대선)
- 제11대 국회의원 선거 개표방송[4][5](11대 총선)
- 제12대 국회의원 선거 개표방송[5] (12대 총선)
- 제12대 대통령 선거 개표방송[5] (12대 대선)
- 제12대 국회의원 선거 개표방송[5] (12대 총선)
- 제13대 대통령 선거 개표방송[5] (13대 대선)
- 제13대 국회의원 선거 개표방송 (13대 총선)
- 기초자치의원선거 개표방송 (1991년 3월 기초의원 선거)
- 광역자치의원선거 개표방송 (1991년 6월 광역의원 선거)
- 제14대 국회의원 선거 개표방송 (14대 총선)
- 제14대 대통령 선거 개표방송 (14대 대선)
- 제1대 전국동시지방선거 개표방송 (1회 지선)
- 제15대 국회의원 선거 개표방송 (15대 총선)
- 제15대 대통령 선거 개표방송 (15대 대선)
- 제2대 전국동시지방선거 개표방송 (2회 지선)
- 제16대 국회의원 선거 개표방송 (16대 총선)
- 제3대 전국동시지방선거 개표방송 (3회 지선)
- K 2002 개표방송 (16대 대선)
- K 2004 개표방송 (17대 총선)
- K 2006 개표방송 (4회 지선)
- K 2007 개표방송 (17대 대선)
- K 2008 개표방송 (18대 총선)
- K 2010 개표방송 (5회 지선)
- K 2012 개표방송 (19대 총선)
- K 2012 개표방송 (18대 대선)
- K 2014 개표방송 (6회 지선)
- K 2016 개표방송 (20대 총선)
- K 2017 개표방송 (19대 대선)
- K 2018 개표방송 - 선택! 대한민국 - 우리의 미래 (7회 지선)
- 내 삶을 바꾸는 선택, 2020 총선 (21대 총선)
- 내 삶을 바꾸는 선택, 2021 재보궐선거 (2021 재보선) - 공휴일 아님
- 내 삶을 바꾸는 선택, 2022 대통령선거 (20대 대선)
- 내 삶을 바꾸는 선택, 2022 지방선거 (8대 지선)
- 내 삶을 바꾸는 선택, 2024 총선 (22대 총선)
- 내 삶을 바꾸는 선택, 2025 대통령선거 (21대 대선)
- 내 삶을 바꾸는 선택, 2026 지방선거 (9대 지선)

## 같이 보기
- 개표방송
- 투표